# Altenhimmel
Altenhimmel ist ein Gemeindeteil der Gemeinde Glashütten im Landkreis Bayreuth (Oberfranken, Bayern). Altenhimmel liegt in der Gemarkung Glashüttener Forst.

## Geografie
Die Einöde liegt in erhöhter Lage an den nördlichen Ausläufern der Fränkischen Schweiz inmitten des Gubitzmooswaldes. Es entspringt dort eine der Quellen des Krebsbaches. Ein Anliegerweg führt nach Körzendorf (2 km südwestlich) bzw. zu einer Gemeindeverbindungsstraße bei Gubitzmoos (1,5 km nördlich).

## Geschichte
Altenhimmel ist eine Einzelsiedlung, die in der ersten Hälfte des 19. Jahrhunderts angelegt wurde. Der Ortsname leitet sich von dem Flurnamen Himmel ab, der eine Höhenangabe ist. Der Ort gehörte zunächst zur Ruralgemeinde Creez. 1886 erfolgte die Umgemeindung nach Glashütten.

### Einwohnerentwicklung
| Jahr      | 001861 | 001871 | 001885 | 001900 | 001925 | 001950 | 001961 | 001970 | 001987 |
| Einwohner | 6      | 5      | 4      | 10     | 7      | 19     | 6      | 8      | 7      |
| Häuser    |        |        | 1      | 2      | 2      | 2      | 2      |        | 2      |
| Quelle    | [ 8 ]  | [ 9 ]  | [ 10 ] | [ 11 ] | [ 12 ] | [ 13 ] | [ 14 ] | [ 15 ] | [ 1 ]  |

## Religion
Altenhimmel ist evangelisch-lutherisch geprägt nach St. Bartholomäus (Mistelgau) gepfarrt. Seit der zweiten Hälfte des 20. Jahrhunderts ist die Filiale St. Bartholomäus (Glashütten) zuständig.